# Шехтер, Борис Семёнович
Бори́с Семёнович Ше́хтер (при рождении Бер Соломонович Шехтер; 9 (21) января 1900 — 16 декабря 1961) — советский композитор, педагог, заслуженный деятель искусств Туркменской ССР (1944), кандидат искусствоведения (1935). Член КПСС с 1940 года.

## Биография
Окончил Одесскую консерваторию по классу композиции у В. Малишевского (1922) и Московскую консерваторию у Н. Мясковского (1929). С 1929 по 1941 год преподавал композицию и гармонию в Московской консерватории, одним из его учеников был Виктор Ковалёв. Плодотворно трудился в творческой группе Российской ассоциации пролетарских музыкантов. С 1932 года входил в состав правления Союза советских композиторов. С 1940 года — руководитель семинара самодеятельных композиторов при CK СССР и с того же года член КПСС.
Шехтер по большей части лирик, стремящийся к насыщенной, яркой мелодике. Отталкиваясь в своём творчестве от произведений передовых романтиков (Шуберт, Шуман), Шехтер создал свой собственный вокально-симфонический стиль, в котором старался преодолеть «гуманистические» веяния буржуазного романтизма.
Автор первого советского симфонического произведения, основанного на туркменской национальной музыке, — сюиты «Туркмения». Весомое место в творчестве Шехтера занимала революционная тематика — опера «1905 год», симфоническая поэма «Слушай!». Шехтер также делал обработки для смешанного хора и хора а капелла песен каторги и ссылки, революционного подполья, гражданской войны, гимнов и песен французской революции. Известными стали песни «Молодая гвардия» на стихи Сергея Третьякова, «Марш лётчиков» на стихи Татьяны Сикорской и другие. Значительная часть произведений помещена в сборниках: «50 русских революционных песен» (1938), «Сборник песен гражданской войны» (1948), «Русские революционные песни» (1952).
Умер в 1961 году. Похоронен на Ваганьковском кладбище (14 уч.).